# テオドシオス3世
テオドシオス3世（ギリシャ語: Θεοδόσιος Γ', ラテン文字転写: Theodósios III, 717年以降没）はビザンツ帝国（東ローマ帝国）の皇帝である（在位：715年5月 - 717年3月25日）。
715年にテマ・オプシキオンの海軍の部隊が皇帝アナスタシオス2世に対して反乱を起こし、アドラミュッティオンでかつての皇帝であるティベリオス3世の息子であった可能性のある徴税官のテオドシオスを皇帝に推戴した。テオドシオス3世は反乱軍を率いてクリュソポリスに向かうと715年11月に首都のコンスタンティノープルへの入城に成功し、アナスタシオス2世は退位を余儀なくされた。しかし、臣下の多くはテオドシオス3世をテマ・オプシキオンの傀儡とみなしており、その正統性を認めなかったテマ・アナトリコンの長官のレオン・イサウロス（後の皇帝レオン3世）とテマ・アルメニアコンの長官のアルタバスドスが同盟を組んで反乱を起こした。
レオンは716年の夏に帝位を宣言し、当時ビザンツ帝国への侵攻に乗り出していたウマイヤ朝のアラブ軍にも支援を求めた。その後コンスタンティノープルに向けて進軍し、ニコメディアを占領するとテオドシオス3世の息子を含む多くの役人を捕虜にした。息子を捕らえられたテオドシオス3世は総主教のゲルマノスやビザンツ帝国の元老院と協議し、自ら退位してレオンを皇帝として承認することに同意した。レオンは717年3月25日にコンスタンティノープルに入城し、テオドシオス3世とその同名の息子は引退して修道院に入った。引退後のテオドシオス3世の動向ははっきりしないものの、729年頃までにエフェソスの主教となり、754年7月24日に死去した可能性がある。

## 背景

「混乱の20年」と呼ばれる政治混乱期にあった717年時点のビザンツ帝国の領土を示した地図

674年から678年にかけて続いたアラブ人による最初のコンスタンティノープルの包囲戦でウマイヤ朝軍が撃退されたのち、アラブとビザンツ帝国の間ではしばらく平穏な時期が続いた。その後、ビザンツ皇帝ユスティニアノス2世（在位：685年 - 695年、705年 - 711年）が戦争行為を再開したものの、アラブ側の勝利が続き、その結果としてビザンツ帝国はアルメニアとコーカサス一帯の諸侯国に対する支配力を失った。ウマイヤ朝の将軍たちは毎年のようにビザンツ帝国の領内に侵入し、要塞や都市を占領しつつビザンツ帝国の国境地帯を徐々に侵食していった。712年以降、アラブ側の襲撃が小アジア（アナトリア）のビザンツ領内の深部へ及ぶようになったことでビザンツ帝国の防衛能力は低下し、これらの襲撃に対するビザンツ側の反撃も乏しくなった。辺境地帯の多くの場所では住民が殺されるか奴隷にされ、さもなければ追放に遭い、（特にキリキアの）辺境の砦は次第に放棄されていった。このような襲撃の成功はアラブ側の態度を増長させ、カリフのワリード1世（在位：705年 - 715年）の治世には早くもコンスタンティノープルに対する二度目の攻撃の準備が始まった。そしてワリード1世の死後には後継者のスライマーン（在位：715年 - 717年）が軍事作戦の計画を引き継いだ。スライマーンは716年の末にアレッポの北に位置するダービクの平原で軍の招集を開始し、軍の指揮を兄弟のマスラマ・ブン・アブドゥルマリクに委ねた。
その一方でビザンツ帝国の北方の辺境ではスラヴ人とブルガール人による脅威が増大し、バルカン半島におけるビザンツ帝国の支配を脅かす存在となっていた。皇帝フィリッピコス・バルダネス（在位：711年 - 713年）の治世中にはブルガリアのハーンのテルヴェル（在位：700年 - 721年）に率いられたブルガール人がコンスタンティノープルの城壁まで進軍し、周辺の土地を略奪したが、この時に略奪を受けた土地の中にはビザンツ帝国の有力者たちがしばしば夏に過ごしていた首都に近い別荘や領地も含まれていた。
テオドシオス3世が政権の座にあった時期は「混乱の20年」と呼ばれ、皇帝と有力者たちの争いや頻繁な帝位の交代が続く政治的に不安定な時代だった。この時代の貴族は小アジア出身者が多数を占め、皇帝の強大化を阻止し、体制を混乱させるような行動を見せたが、それ以外に強力な政治的行動を示すことはほとんどなかった。この混乱の20年は695年にユスティニアノス2世がレオンティオス（在位：695年 - 698年）によって打倒され、80年間政権を維持したヘラクレイオス朝が終焉を迎えた時から始まった。この政治混乱の時代には一時期復位したユスティニアノス2世を含め7人の皇帝が即位した。現代の歴史家であるロミリー・ジェンキンスは、695年から717年の間で有能と呼べる皇帝はティベリオス3世（在位：698年 - 705年）とアナスタシオス2世（在位：713年 - 715年）の2人だけであったと述べている。この危機の時代はテオドシオス3世を打倒したレオン3世（在位：717年 - 741年）の即位によって終わりを迎え、レオン3世が開いた王朝（イサウリア朝）は85年にわたって続いた。

## 即位までの経緯
艦隊の建造を含むスライマーンによる戦争への準備はすぐにビザンツ帝国の知るところとなり、皇帝アナスタシオス2世は圧倒的な規模によるこの新たな攻撃からコンスタンティノープルを防衛するための準備を始めた。具体的にはビザンツ海軍とコンスタンティノープルの防衛体制を強化し、コンスタンティノープルの首都長官でパトリキオス（ビザンツ帝国の爵位の一つ）のダニエルをアラブ側への偵察を目的として外交使節を装いつつ派遣するといった対策が含まれていた。9世紀のビザンツ帝国の歴史家であるテオファネスによれば、アナスタシオス2世は715年の初頭に海軍に対しロードス島に艦隊を集結させたのちフォイニクスに向かうように命じた。ところが、ロードス島でテマ・オプシキオンの部隊が反乱を起こし、税務長官で聖ソフィア教会の輔祭でもあった指揮官のヨハネス・パパヨアナキスを殺害すると小アジア南西部のアドラミュッティオンまで航海した。そしてアドラミュッティオンでテオドシオスという名の徴税官を擁立し、テオドシオスの帝位を宣言した。『ズクニーン修道院年代記』はテオドシオス3世がコンスタンティノスの即位名で統治したと記しており、テオドシオス3世の全名を「テオドシオス・コンスタンティノス」としている。
歴史家のジョン・バグネル・ベリーは、無作為にテオドシオスが選ばれたことについて、すでに皇帝らしい名前を持っており、無名だが相応な人物であり、テマ・オプシキオンの将兵にとって容易に制御可能であったという以上に理由らしい理由はなかったと述べている。一方でビザンツ学者のグラハム・サムナーは、無作為にテオドシオスが選ばれたとする説を否定し、この時に擁立されたテオドシオスは以前の皇帝であるティベリオス3世の息子のテオドシオスと同一人物であり、ティベリオス3世がかつて海軍の反乱によって即位していたことから海軍がその息子を父親同様に擁立しようとしたと主張している。さらに、このティベリオス3世の息子のテオドシオスは729年頃までにエフェソスの主教となり、754年7月24日頃に死去するまでその地位にあり、754年に開催されたイコノクラスム支持派によるヒエリア公会議では中心的な役割を担っていたことが知られている。ビザンツ学者の小林功もサムナーの説を引用しつつ、混乱の20年における他の皇帝たちは即位前に軍か中央政府の要職といった社会的に高い地位に就いており、そのためテオドシオス3世についても地方の一介の小役人であったとは考えにくいとしている。しかし、ビザンツ学者のシリル・マンゴーとロジャー・スコットは、テオドシオス3世とティベリオス3世の息子のテオドシオスが同一人物であった場合、テオドシオス3世が退位（後述）した後に30年以上にわたって生きたことになるため、サムナーの説を有力視していない。一方で歴史家で貨幣学者のフィリップ・グリアソンは、実際にエフェソスの主教になったのはティベリオス3世の息子ではなく、テオドシオス3世の同名の息子であったとする説を提唱している。
伝えられるところによれば、テオドシオスは皇帝になることを嫌がっていたとされており、テオファネスはテオドシオスが擁立された時の様子を次のように記している。
アドラミュッティオンに到着した時、指導者がいなかった犯罪者たちは、そこでテオドシオスという名の地元の男を発見した。テオドシオスは徴税官であり、政治に携わる人物ではなく一市民であった。彼らはテオドシオスに皇帝になるように強く要求した。しかし、テオドシオスは丘へ逃げて隠れてしまった。それでも彼らはテオドシオスを見つけ出し、皇帝として歓呼を受けるように強要した。
こうしてテオドシオスは715年5月頃にアドラミュッティオンでテマ・オプシキオンの部隊によって皇帝テオドシオス3世として推戴された。これに対しアナスタシオス2世は反乱を鎮圧するために軍を率いてテマ・オプシキオンの管轄地域内に位置するビテュニアに渡った。テオドシオス3世はアナスタシオス2世と戦うにあたって現地に留まるのではなく、艦隊を率いてコンスタンティノープルからボスフォラス海峡を渡ったところに位置するクリュソポリスに向かった。そしてクリュソポリスからコンスタンティノープルに対する包囲を開始し、6か月後の715年11月に首都の支持者たちが城門を開いたことでコンスタンティノープルを掌握することに成功した。数か月間ニカイアに留まって抵抗していたアナスタシオス2世は、総主教のゲルマノスを含む中央政府の有力者たちが捕らえられて自分の前に連れて来られると抵抗を諦め、退位して修道院へ引退することに同意した。

## 治世

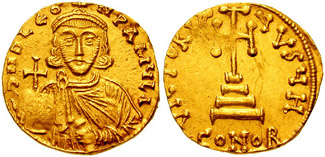
テオドシオス3世を打倒したレオン3世のソリドゥス金貨

テオドシオス3世が皇帝として最初にとった行動の一つは、コンスタンティノープル大宮殿に皇帝フィリッピコス・バルダネスが撤去した第6回全地公会議の描写を復活させたことであり、この行為によって、『教皇の書』において "Orthodox"（正統派）という呼び名を得ることになった。その一方でテオドシオス3世は、ビザンツの史料においてやる気もなければ能力もなかったと説明されており、多くの臣下からテマ・オプシキオンの軍隊の傀儡であると見なされていた。そのため、それぞれ当時テマ・アナトリコンとテマ・アルメニアコンのストラテゴス（長官）であったレオン・イサウロス（後の皇帝レオン3世）とアルタバスドスはテオドシオス3世の正統性を認めなかった。両者はアナスタシオス2世の打倒を阻止するために行動を起こすことはなかったが、テオドシオス3世の即位には異議を唱え、レオンは716年の夏にビザンツ帝国の帝位を宣言した。また、ビザンツ帝国内の不和を好機と捉え、この混乱がビザンツ帝国を弱体化させるだけでなくコンスタンティノープルの攻略をより容易にすると考えていたアラブ人による支援も求めた。一方のテオドシオス3世は、恐らく差し迫ったアラブ軍による攻撃に対処するための支援の確保を目的としてブルガリアのハーンのテルヴェルと条約の交渉を行い、この時に結ばれた条約でトラキアにおけるビザンツ帝国とブルガリアの国境、ザゴリア地方のブルガリアへの割譲、ブルガリアへの貢納と亡命者の返還、そしていくつかの通商協定が定められた。
同じ頃にウマイヤ朝の軍隊はビザンツ領内への進軍を開始し、アモリオンを包囲しただけでなく別働隊もカッパドキアに進入した。しかし、レオンは交渉によってアモリオンを包囲した部隊を撤退させることに成功した。そしてアルタバスドスと同盟して帝位を宣言すると速やかにコンスタンティノープルへの進軍を開始し、最初にニコメディアを占領した。レオンはそこで他の高官たちとともにいたテオドシオス3世の息子を発見すると拘束し、その後クリュソポリスに向かった。テオドシオス3世は息子が捕らえられたことを知ると総主教のゲルマノスやビザンツ帝国の元老院と協議を行い、自分の身の安全と教会の秩序を乱さないことを条件に退位し、レオンを皇帝として認めることに同意した。
ジョン・バグネル・ベリーは、コンスタンティノープルの有力者たちはテオドシオス3世にはアラブの脅威に対処するための十分な能力がないとしてレオンに味方したが、そのような事情がなければ自分たちを政治的に弱体化させるとは考えにくい無害なテオドシオス3世に味方したかもしれないと述べている。また、アラブの脅威がなければテオドシオス3世が政権を維持し、宮廷の役人や有力者たちの統制下に置かれた名目的な皇帝がその後も続いたであろうと主張している。一方で小林功は、レオンが支持を獲得し、政権交代に結びついた要因として、アラブ軍がコンスタンティノープルに迫る緊迫した状況下で有能な軍人が求められていたためにテマ・オプシキオンも軍事経験を欠くテオドシオス3世ではなくレオンを支持せざるを得なかった点や、レオン自身もアナスタシオス2世によってテマ・アナトリコンのストラテゴスに任命され、アナスタシオス2世を支持していたことから、アナスタシオス2世の政権を支えていたコンスタンティノープルの有力者にとってもレオンが受け入れ易い人物であった点を挙げている。

## 退位とその後
717年3月25日にコンスタンティノープルに入城したレオンは確固とした権力を手に入れ、テオドシオス3世とその同名の息子が修道士として修道院に引退することを認めた。テオドシオス3世はティベリオス3世の息子のテオドシオスと同一人物であった場合、前述の通り修道院へ引退した後の729年頃までにエフェソスの主教となった可能性があり、サムナーの説に従うならば、その後754年7月24日に死去している。また、テオドシオス3世とその息子のどちらかがエフェソスの聖フィリッポス教会に葬られている。テオドシオス3世の治世について知られていることはごく僅かである。